# Pneumopathie acquise sous ventilation mécanique

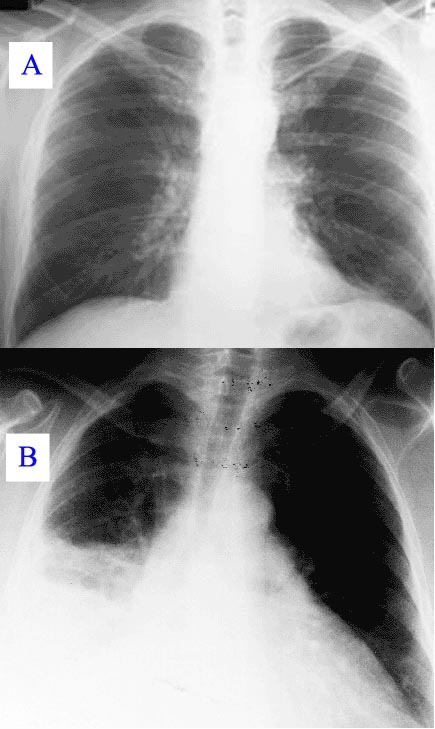
Radiographie thoracique d'une personne atteinte d'une pneumonie.

Une pneumopathie acquise sous ventilation mécanique (PAVM) est une infection pulmonaire bactérienne développée par un patient intubé ne respirant pas seul. Il s'agit de l'infection liée aux soins la plus fréquente dans les unités de réanimation.

## Définition
Une pneumopathie acquise sous ventilation mécanique (PAVM) est « toute pneumonie survenant chez un malade dont la respiration est assistée par une machine soit de manière invasive par l’intermédiaire d’un tube endotrachéal ou d’une trachéotomie soit de manière non invasive par l’intermédiaire d’un masque facial ou d’un autre procédé dans les 48 heures précédant la survenue de l’infection ».

## Épidémiologie
Les pneumopathies acquises sous ventilation mécanique (PAVM) sont les 2es infections nosocomiales les plus fréquentes, et les premières des services de réanimation. Ce sont les infections nosocomiales qui entraînent le plus de mortalité.

## Physiopathologie
La colonisation des voies aériennes supérieures, et le passage des sécrétions sous le ballonnet vers l'arbre bronchique, sont les principaux modes de contamination.

## Germes en cause
Les bactéries en cause sont souvent des bactéries multi-résistantes.

## Prévention
La première mesure de prévention est de limiter au maximum la ventilation mécanique endotrachéale, en lui préférant si possible la ventilation non invasive.
L'hygiène des mains, en particulier l'utilisation de solutions hydro-alcooliques, diminue les transmissions de germes entre patients.
La position demi-assise, le contrôle régulier de la pression du ballonnet, et les soins de bouche, sont essentiels dans la prévention des PAVM.